# Federació Nicaragüenca de Futbol
La Federació Nicaragüenca de Futbol, també coneguda per l'acrònim FENIFUT, és l'òrgan de govern del futbol nicaragüenc i està afiliada a la FIFA des de 1950 i a la CONCACAF des de 1961. La Fenifut organitza les lligues de futbol de la primera divisió, la segona divisió i la tercera divisió de Nicaragua i també és la responsable de tots els partits oficials i amistosos de la selecció nicaragüenca de futbol de totes les categories.

## Història
El futbol va ser introduït a Nicaragua l'any 1907 pel professor Napoleón Parrales Bendaña, que havia après aquest esport quan estudiava a Costa Rica.
L'any 1909 es va disputar el primer partit entre dos equips, el Sociedad de Ahorro i el Managua Sporting Club, però el futbol nicaragüenc encara trigaria uns quants anys a popularitzar-se.
L'any 1917 es va fundar a la ciutat de Diriamba el que és considerat l'equip més antic de Nicaragua, el Cacique Diriangén.
L'any 1931, amb la fundació de la Comisión Nacional de Deportes i la creació de la Secretaría General de Fútbol, amb Thomas Cranshow de secretari i Carlos Pacheco Rodríguez de secretari assistent, es va constituir oficialment la Federació Nicaragüenca de Futbol.
L'any 1933 es va organitzar el primer campionat nacional de futbol amb la participació dels equips del Corinto, l'Alas, l'Sporting Club, el Metropolitano de León i el Diriangén de Diriamba. Va quedar campió l'Alas de Managua, que estava dirigit per Arturo Angarita Núñez.

## Organització
La Fenifut s'encarrega de l'organització de les diferents categories dels campionats de futbol de la lliga nicaragüenca de futbol. Tres lligues i un total de 43 clubs. A la primera divisió de Nicaragua hi participen deu clubs. El campió disputa la lliga de campions de la Concacaf, els dos darrers classificats baixen de categoria directament i un tercer disputa una repesca per mantenir la categoria. A la segona divisió de Nicaragua hi participen 20 clubs. Dos clubs pugen a la primera divisió cada temporada i dos més baixen a la tercera divisió. A la tercera divisió de Nicaragua hi participen 13 clubs. Dos clubs pugen cada temporada a la segona divisió.
La Fenifut també organitza el Campeonato Nacional de Academias de Talentos, que és un torneig per a menors de quinze anys de totes les seleccions departamentals de Nicaragua amb l'objectiu principal de formar la selecció nacional sub-15 de Nicaragua.